# 復庵宗己
復庵宗己（ふくあん そうき）は、鎌倉時代後期から南北朝時代の臨済宗の僧。

## 経歴・人物
常陸国人領主小田氏の第8代当主小田治久の猶子。延慶3年（1310年）に渡元し、中峰明本の法を嗣ぐ。建武2年（1335年）、常陸に臨済宗の道場正受庵を開山し、のち法雲寺と改称した。